# Division I 1986-1987
La Division I 1986-1987 è stata la 84ª edizione della massima serie del campionato belga di calcio disputata tra il settembre 1986 e il maggio 1987 e conclusa con la vittoria del Anderlecht, al suo ventesimo titolo e terzo consecutivo.
Capocannoniere del torneo fu Arnór Guðjohnsen (Anderlecht), con 19 reti.

## Formula
Come nella stagione precedente le squadre partecipanti furono 18 e disputarono un turno di andata e ritorno per un totale di 34 partite.
Le ultime 2 classificate retrocedettero in Division 2.
Le società ammesse alle coppe europee furono cinque: la squadra campione si qualificò alla Coppa dei Campioni 1987-1988, altre tre alla Coppa UEFA 1987-1988 e la vincitrice della coppa nazionale alla Coppa delle Coppe 1987-1988.

## Classifica finale
|    | Classifica              | G  | V  | N  | P  | GF | GS | Dif | Pt |
| -- | ----------------------- | -- | -- | -- | -- | -- | -- | --- | -- |
| 1  | Anderlecht              | 34 | 25 | 7  | 2  | 82 | 25 | 57  | 57 |
| 2  | KV Mechelen             | 34 | 24 | 7  | 3  | 57 | 18 | 39  | 55 |
| 3  | Club Bruges             | 34 | 19 | 7  | 8  | 70 | 34 | 36  | 45 |
| 4  | KSC Lokeren             | 34 | 18 | 8  | 8  | 59 | 41 | 18  | 44 |
| 5  | KSK Beveren             | 34 | 15 | 14 | 5  | 44 | 24 | 20  | 44 |
| 6  | RFC Liégeois            | 34 | 14 | 10 | 10 | 44 | 38 | 6   | 38 |
| 7  | R. Charleroi SC         | 34 | 13 | 9  | 12 | 49 | 52 | -3  | 35 |
| 8  | KSV Waregem             | 34 | 13 | 8  | 13 | 45 | 43 | 2   | 34 |
| 9  | K. Beerschot VAV        | 34 | 11 | 11 | 12 | 35 | 39 | -4  | 36 |
| 10 | Standard Liegi          | 34 | 10 | 11 | 13 | 40 | 38 | 2   | 31 |
| 11 | KSV Cercle Brugge       | 34 | 9  | 12 | 13 | 37 | 40 | -3  | 30 |
| 12 | Racing Jet de Bruxelles | 34 | 9  | 12 | 13 | 34 | 47 | -13 | 30 |
| 13 | RWD Molenbeek           | 34 | 8  | 12 | 14 | 37 | 53 | -16 | 28 |
| 14 | Anversa                 | 34 | 8  | 10 | 16 | 43 | 49 | -6  | 26 |
| 15 | KV Kortrijk             | 34 | 8  | 8  | 18 | 37 | 52 | -15 | 24 |
| 16 | Gent                    | 34 | 7  | 9  | 18 | 25 | 50 | -25 | 23 |
| 17 | Sérésien                | 34 | 5  | 10 | 19 | 30 | 63 | -33 | 20 |
| 18 | K. Berchem Sport        | 34 | 4  | 7  | 23 | 20 | 82 | -62 | 15 |

### Verdetti
- RSC Anderlecht campione del Belgio 1986-87.
- RFC Sérésien e K. Berchem Sport retrocesse in Division II.